# Кветера
Церковь Кветера (груз. კვეტერა) — грузинская православная церковь в историческом городе-крепости Кветера в Кахети.
Церковь Кветера была построена в первой половине X века. Это сравнительно небольшая церковь, в стиле грузинской архитектуры, завершенная куполом. Купол опирается на барабан, поставленный над квадратным в плане пространством. С четырех сторон к подкупольному пространству примыкают апсиды. По углам между ними пристроены небольшие низкие ячейки. Таким образом, это крестово-купольный храм типа тетраконх. Фасады храма не изобилуют украшениями, что типично для кахетинской церкви; большая их часть оформлена равномерно расположенными арками.
Город Кветера был одним из центров княжества Кахетия. По данным Вахушти Багратиони Кветера основан, по крайней мере, в VIII веке н. э., упоминание о нём имеется также в письменном документе XI века.